# Seboyeta (Nuevo México)
Seboyeta es un lugar designado por el censo ubicado en el condado de Cíbola en el estado estadounidense de Nuevo México. En el Censo de 2010 tenía una población de 179 habitantes y una densidad poblacional de 6 personas por km².

## Geografía
Seboyeta se encuentra ubicado en las coordenadas 35°13′30″N 107°24′51″O / 35.22500, -107.41417. Según la Oficina del Censo de los Estados Unidos, Seboyeta tiene una superficie total de 29.83 km², de la cual 29.81 km² corresponden a tierra firme y 0.02 km² (0.08 %) es agua.

## Demografía
Según el censo de 2010, había 179 personas residiendo en Seboyeta. La densidad de población era de 6 hab./km². De los 179 habitantes, Seboyeta estaba compuesto por el 49.16 % blancos, el 0 % eran afroamericanos, el 9.5 % eran amerindios, el 0 % eran asiáticos, el 0 % eran isleños del Pacífico, el 32.4 % eran de otras razas y el 8.94 % pertenecían a dos o más razas. Del total de la población el 78.77 % eran hispanos o latinos de cualquier raza.